# 13 mai
Pour les articles homonymes, voir Treize-Mai.
13 avril 13 juin
Chronologies thématiques
- Croisades
- Ferroviaires
- Sports
- Disney
- Anarchisme
- Catholicisme

Abréviations / Voir aussi
- (° 1852) = né en 1852
- († 1885) = mort en 1885
- a.s. = calendrier julien
- n.s. = calendrier grégorien
- Calendrier
- Calendrier perpétuel
- Liste de calendriers
- Naissances du jour

Le 13 mai est le 133e jour, moins souvent le 134e, de l'année du calendrier grégorien ; il en reste ensuite 232.
Son équivalent était généralement le 24 floréal du calendrier républicain ou révolutionnaire français, officiellement dénommé jour de la valériane, famille de plantes à fleurs.

## Événements

### XVIIesiècle

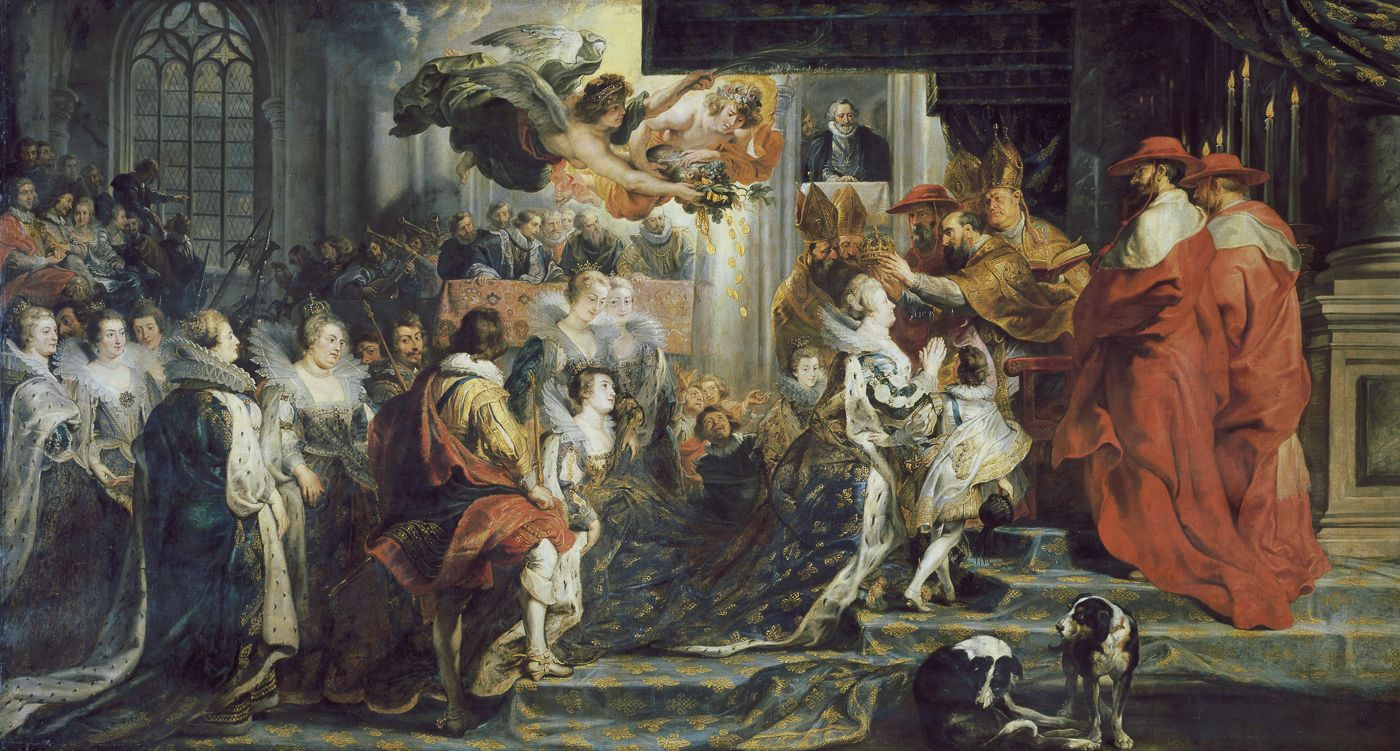
Le Couronnement de la reine à l'abbaye de Saint-Denis, tableau de Rubens en 1622.

- 1610 :  Couronnement dans la basilique Saint-Denis de la reine Marie de Médicis, épouse italienne du roi de France Henri IV.

### XVIIIesiècle
- 1779 : signature du traité de Teschen, entre la Prusse et l'Autriche, mettant fin à la guerre de Succession de Bavière.
- 1793 : bataille de La Châtaigneraie, lors de la guerre de Vendée.

### XIXesiècle
- 1809 : bataille de Wörgl, lors de la guerre de la cinquième coalition et la rébellion du Tyrol.
- 1830 : l'Équateur gagne son indépendance vis-à-vis de la Grande Colombie.
- 1848 : première performance de l'hymne national de la Finlande, Maamme.
- 1864 : début de la bataille de Resaca, lors de la guerre de Sécession nord-américaine.
- 1871 : le nouvel État italien unifié accorde au pape certaines garanties après l'annexion de ses États, par une loi des Garanties.
- 1888 : promulgation de la loi d'or au Brésil, abolissant l'esclavage.

### XXesiècle
- 1931 : Paul Doumer est élu président de la République française.
- 1940 : discours de Winston Churchill « Je n'ai rien d'autre à offrir que du sang, du labeur, des larmes et de la sueur ».
- 1943 : fin des campagnes d'Afrique, du Moyen-Orient et de Méditerranée de la Seconde Guerre mondiale.
- 1945 : Bruno Dorfer et Rainer Beck sont exécutés pour désertion par une cour martiale allemande dans un camp de prisonniers tenu par l'armée canadienne
- 1948 : massacre de Kfar Etzion orchestré par la Légion arabe sur des colonies juives.
- 1952 : ouverture de la première session du Rajya Sabha en Inde.
- 1958 : coup d'État et mise en place du comité de salut public à Alger.
- 1967 : Zakir Hussain devient président de l'Inde.
- 1968 : en France, grande manifestation et début d'une grève générale qui va paralyser tout le pays, temps fort des événements de mai 68.
- 1972 : à Madagascar, grande manifestation et début d'une grève générale qui va paralyser tout le pays, temps fort des événements de mai 72 (Rotaka), marquée par la fusillade de dizaines de manifestants.
- 1981 : tentative d'assassinat du pape Jean-Paul II ci-après.
- 1993 : début de la prise d'otages de la maternelle de Neuilly.

### XXIesiècle
- 2005 : massacre d'Andijan, en Ouzbékistan.
- 2008 : attentats de Jaipur en Inde.
- 2011 :
  - attentat à Shabqadar au Pakistan.
  - résolution no 1981, du Conseil de sécurité des Nations unies, sur la situation en Côte d'Ivoire.
- 2018 : un référendum sur un projet d'infrastructure ferroviaire est rejeté en Slovénie mais son quorum de participation n'est pas atteint[1].
- 2023 : en Mauritanie, le premier tour des élections législatives se déroulent afin d'élire les 176 membres de l'Assemblée nationale. Le parti au pouvoir en sort grand vainqueur[2]. Des élections municipales et régionales ont lieu simultanément.
- 2025 : au Mali, le chef de la junte Assimi Goïta dissout les partis politiques[3].

## Arts, culture et religion
- 1799 : pillage de l'abbaye de Casamari et meurtre de six religieux, les martyrs de Casamari.
- 1917 : première apparition de la Vierge Marie à Fátima, petit village du centre du Portugal, à trois enfants : Francisco Marto, sa sœur Jacinta, et leur cousine Lucie dos Santos.
- 1928 : pose de la 1re pierre de l'église Notre-Dame-du-Rosaire dans le Sanctuaire de Fátima.
- 1981 : tentative d'assassinat de Jean-Paul II sur la place Saint-Pierre à Rome.
- 2009 : « Là-haut » des studios Pixar est le premier film d’animation à faire l’ouverture du festival de Cannes[4]. Charles Aznavour prête notamment sa voix à la version française.
- 2011 : fin de la série Smallville, qui se termine par un double-épisode, au terme de 10 saisons.
- 2017 :
  - canonisation de Francisco Marto et Jacinta Marto par le pape François.
  - Le Portugal représenté par Salvador Sobral avec sa chanson Amar pelos dois gagne le 62e Concours Eurovision de la chanson.
- 2023 : la Suède remporte la 67e édition du Concours Eurovision de la chanson grâce à Loreen et sa chanson Tattoo[5].

## Sciences et techniques
- 2021 : l'Institut national d'anthropologie et d'histoire du Mexique annonce officiellement la découverte du dinosaure Tlatolophus galorum[6] (reconstitué dans l'illustration ci-contre).

## Économie et société
- 1984 : dernier match de football de Johan Cruyff le Hollandais volant en tant que joueur professionnel[7].
- 2014 : une explosion dans une mine du district de Soma dans la province de Manisa en Turquie entraîne la mort de près de 300 ouvriers.

## Naissances

### XVIesiècle
- 1588 : Ole Worm, médecin et collectionneur danois († 31 août 1654).

### XVIIesiècle
- 1608 : René Goupil, missionnaire et martyr canadien d’origine française († 29 septembre 1642).
- 1638 : Richard Simon, exégète français († 11 avril 1712).
- 1655 : Innocent XIII (Michelangelo Conti dit), 244è pape de l’Église catholique de 1721 à sa mort († 7 mars 1724).
- 1699 : Sebastião José de Carvalho e Melo, marquis de Pombal, homme politique portugais († 8 mai 1782).

### XVIIIesiècle
- 1717 : Marie-Thérèse d'Autriche, impératrice consort du Saint-Empire germanique († 29 novembre 1780).
- 1742 : Marie-Christine d'Autriche, gouvernante des Pays-Bas Autrichiens (+24 juin 1798).
- 1753 : Lazare Carnot, militaire, homme de science et politique français († 2 août 1823).
- 1754 : Jean Népomucène Hermann Nast, fabricant de porcelaine autrichien naturalisé français († 15 mars 1817).
- 1767 : Jean VI, roi de Portugal († 10 mars 1826).
- 1792 : Pie IX, pape († 7 février 1878).
- 1794 : Louis Léopold Robert, peintre suisse († 20 mars 1835).
- 1795 : Gérard Paul Deshayes, géologue et conchyliologiste français († 9 juin 1875).

### XIXesiècle
- 1825 : John Lawrence LeConte, entomologiste américain († 15 novembre 1883).
- 1840 : Alphonse Daudet, écrivain français († 16 décembre 1897).
- 1842 : Arthur Sullivan, compositeur américain d’opérettes († 22 novembre 1900).
- 1844 : Joseph Beaurredon, religieux catholique, enseignant et écrivain français († 11 septembre 1929).
- 1882 : Georges Braque, peintre et sculpteur français († 31 août 1963).
- 1883 : 
  - Blanche Delacroix, épouse morganatique du roi Léopold II de Belgique († 12 février 1948).
  - Georgios Papanicolaou, cytologiste grec († 19 février 1962).
- 1884 : André Auffray, coureur cycliste français, champion olympique en 1908 († 4 novembre 1953).
- 1886 : Louis Pasteur Vallery-Radot, médecin et homme politique français († 9 octobre 1970).
- 1888 : Inge Lehmann, sismologue danoise († 21 février 1993).
- 1893 : 
  - Paul Lintier, écrivain français († 15 mars 1916).
  - Lucien Tesnière, linguiste français († 6 décembre 1954).
- 1894 : Ásgeir Ásgeirsson, homme politique islandais, président de la république de 1952 à 1968 († 15 septembre 1972).
- 1896 : Charles Pahud de Mortanges, cavalier néerlandais, quadruple champion olympique († 7 avril 1971).

### XXesiècle
- 1907 : Daphné du Maurier, romancière britannique († 19 avril 1989).
- 1909 : Ken Darby, compositeur américain († 24 janvier 1992).
- 1911 : Robert Middleton, acteur américain († 14 juin 1977).
- 1912 : Dmitri Baltermants, photographe russe († 11 juin 1990).
- 1913 : Teddy Bilis, acteur français († 30 avril 1998).
- 1914 : Joe Louis, boxeur américain († 12 avril 1981).
- 1915 : René Gatissou, résistant français († 13 février 2012).
- 1920 : Françoise Engel, actrice française († 7 mai 2005).
- 1922 :
  - Otl Aicher, designer allemand († 1er septembre 1991).
  - Beatrice Arthur, actrice américaine († 25 avril 2009).
- 1924 : Giovanni Sartori, politologue italien († 4 avril 2017).
- 1926 : Hubert Saint Girons, histologiste et herpétologiste français († 18 avril 2000).
- 1927 : Herbert Ross, cinéaste américain († 9 octobre 2001).
- 1928 : Édouard Molinaro, cinéaste français († 7 décembre 2013).
- 1930 : Éric de Rosny, prêtre jésuite et anthropologue français († 2 mars 2012).
- 1931 :
  - Jim Jones, fondateur et chef de la secte américaine du Temple du Peuple († 18 novembre 1978).
  - Gérard Mulliez, chef d'entreprise français.
- 1932 : Ireneusz Paliński, haltérophile polonais champion olympique.
- 1933 :
  - Aglaé (Jocelyne Deslongchamps dite), chanteuse québécoise († 19 avril 1984).
  - Adrien Gouteyron, haut fonctionnaire et homme politique français († 26 août 2020).
  - John Roseboro (en), receveur de baseball américain († 16 août 2002).
- 1935 :
  - Jean-Paul Poirier, physicien français académicien ès sciences.
  - Teddy Randazzo (en), compositeur et chanteur américain († 21 novembre 2003).
  - David Todd Wilkinson, astrophysicien américain († 5 septembre 2002).
- 1936 :
  - Henri Attal, acteur français († 24 juillet 2003).
  - William Rompkey (en), homme politique canadien († 21 mars 2017).
- 1937 :
  - Roch Carrier, romancier et dramaturge québécois.
  - Zohra Lampert, actrice américaine.
  - Roger Zelazny, écrivain américain († 14 juin 1995).
- 1938 :
  - Giuliano Amato, homme politique italien.
  - Laurent Beaudoin, homme d’affaires québécois, chef de la direction de Bombardier.
  - Buck Taylor, acteur américain.
- 1939 : 
  - Peter Frenkel, athlète allemand spécialiste de la marche sportive, champion olympique.
  - Harvey Keitel, acteur américain.
- 1940 : 
  - Michel Boujut, journaliste et écrivain français († 29 mai 2011).
  - Bruce Chatwin, romancier britannique († 18 janvier 1989).
- 1941 : Ritchie Valens (Richard Steven Valenzuela Reyes dit), chanteur américain († 3 février 1959).
- 1942 :
  - Vladimir Djanibekov, cosmonaute ukrainien.
  - Pál Schmitt, escrimeur et homme politique hongrois.
  - Roger Young, réalisateur, scénariste et producteur américain.
- 1943 :
  - Hilton McConnico, artiste américain († 29 janvier 2018).
  - Anne Pingeot, compagne de François Mitterrand.
  - Mary Wells, chanteuse américaine († 26 juillet 1992).
- 1944 : Armistead Maupin, écrivain américain.
- 1945 : Magic Dick (en), musicien américain du groupe J. Geils Band.
- 1946 : Egon Börger, informaticien italien d'origine allemande.
- 1947 : Laurent Cabrol, homme de radiophonie, télévision et météorologie français.
- 1948 : 
  - Daniel Russo, acteur français.
  - Jean-Charles Simon, animateur de radio suisse.
- 1949 : Zoë Wanamaker, actrice britannique.
- 1950 :
  - Bobby Valentine, joueur de baseball américain.
  - Stevie Wonder, chanteur américain.
- 1954 : Frédéric Pietruszka, escrimeur français, champion olympique.
- 1956 :
  - Christine Bravo, animatrice française de télévision.
  - Nasser Fakouhi, anthropologue, écrivain et traducteur iranien.
  - Nerida Gregory, joueuse de tennis australienne.
  - Alexandr Kaleri, cosmonaute russe.
  - Ravi Shankar, guide spirituel indien.
- 1957 :
  - Claudie Haigneré (André-Deshayes), spationaute française un temps ministre.
  - Martin Provost, réalisateur de cinématographe et écrivain français.
- 1959 : Vincent Graton, acteur québécois.
- 1961 :
  - Linda Goupil, femme politique québécoise.
  - Dennis Rodman, basketteur américain.
- 1963 : Christian Perez, footballeur français.
- 1964 :
  - Stephen Colbert, humoriste et animateur américain.
  - Ronnie Coleman, culturiste américain.
- 1965 : Tasmin Little (en), violoniste de concert anglaise.
- 1966 : 
  - Judith Mayencourt, journaliste suisse.
  - Darius Rucker, chanteur et guitariste américain du groupe Hootie and the Blowfish.
- 1968 : Bruno Tuchszer, comédien français.
- 1969 :
  - Nikos Aliagas, présentateur de télévision franco-grec.
  - Buckethead (Brian Patrick Carroll dit), musicien américain.
- 1971 : Tom Nalen, joueur américain de football américain.
- 1972 : Darryl Sydor, hockeyeur sur glace canadien et américain.
- 1973 : Franck Dumoulin, tireur français au pistolet, champion olympique.
- 1977 : Samantha Morton, actrice britannique.
- 1978 : 
  - Félicien Taris, producteur audiovisuel, chanteur français et ancien participant de Loft Story 2.
  - Barry Zito, joueur de baseball américain.
- 1979 : Mickey Madden, musicien américain du groupe Maroon 5.
- 1980 : Kamelancien (Kamel Jdayni Houari dit), rappeur français.
- 1981 :
  - Sunny Leone, actrice canadienne.
  - Florent Mothe, chanteur français.
- 1982 : Oguchi Onyewu, footballeur américano-belge.
- 1983 :
  - Anita Görbicz, handballeuse hongroise.
  - Matt Greene, hockeyeur sur glace américain.
  - Brice Hillairet, acteur et metteur en scène français.
  - Grégory Lemarchal, chanteur français († 30 avril 2007).
  - Yaya Touré, footballeur ivoirien.
  - Jean-Noël Barrot, Ministre de l'Europe et des Affaires étrangères de France.
- 1985 :
  - Javier Balboa, footballeur équatoguinéen.
  - Jaroslav Halák, joueur slovaque de hockey sur glace.
  - Gérson Magrão, footballeur brésilien.
  - Iwan Rheon, acteur britannique
  - Travis Zajac, hockeyeur sur glace canadien.
- 1986 :
  - Ji Eun-hee, golfeuse sud-coréenne.
  - Robert Pattinson, acteur britannique.
  - Alexander Rybak, chanteur norvégien.
- 1987 : Candice King (née Candice Accola), actrice américaine.
- 1989 : Pernell Karl Subban, joueur canadien de hockey sur glace.
- 1991 : 
  - Francisco Lachowski, mannequin brésilien.
  - Junior Messias, footballeur brésilien.
- 1992 : Mark Stone, hockeyeur sur glace canadien.
- 1993 :
  - Romelu Lukaku, footballeur international belge.
  - Debby Ryan, actrice américaine.
  - Adrien Trybucki, compositeur français.
- 1995 :
  - Lisa Zweerman, actrice néerlandaise.

## Décès

### XIIesiècle
- 1176 : Matthieu Ier dit le Débonnaire, duc de Lorraine de 1139 à sa mort (°C. 1110 / en 1119).

### XIIIesiècle
- 1230 : Casimir Ier, duc d’Opole (° 1178 ou 1179).

### XIVesiècle
- 1312 : Thiébaud II, duc de Lorraine (° 1263).

### XVIesiècle
- 1573 : Takeda Shingen, guerrier japonais (° 1er décembre 1521).

### XVIIesiècle
- 1619 : Johan van Oldenbarnevelt, homme d'État hollandais (° 14 septembre 1547).
- 1646 : Marie-Anne d'Autriche, infante d'Espagne (° 18 août 1606).

### XVIIIesiècle
- 1704 : Louis Bourdaloue, jésuite français (° 20 ou 28 août 1632).
- 1799 : Martyrs de Casamari, religieux cisterciens.

### XIXesiècle
- 1832 : Georges Cuvier, paléontologue et naturaliste français (° 23 août 1769).
- 1835 : John Nash, architecte britannique (° 18 janvier 1752).
- 1839 :
  - Joseph Fesch, prélat français (° 3 janvier 1763).
  - François Lamarque, avocat et homme politique français (° 2 novembre 1753).
- 1860 : Christian Gmelin, chimiste allemand (° 12 octobre 1792).
- 1861 : William Henry Fitton géologue britannique (° janvier 1780).
- 1885 : Friedrich Gustav Jakob Henle, pathologiste et anatomiste allemand (° 9 juillet 1809).
- 1886 : Luisa Carlota Manuela de Godoy, aristocrate espagnole (° 7 octobre 1800).

### XXesiècle
- 1916 : Cholem Aleikhem, écrivain russe (° 2 mars 1859).
- 1921 : Jean Aicard, écrivain français (° 4 février 1848).
- 1922 : Varelito (Manuel Varé García dit), matador espagnol (° 29 septembre 1893).
- 1925 : Boris Savinkov, écrivain et révolutionnaire russe (° 19 janvier 1879).
- 1930 : Fridtjof Nansen, explorateur polaire norvégien, Prix Nobel de la Paix 1938 (° 10 octobre 1861).
- 1938 : 
  - Charles Édouard Guillaume, physicien suisse, Prix Nobel de physique 1920 (° 15 février 1861).
  - Paul Pauley, acteur français (° 18 février 1886).
- 1939 : Stanisław Leśniewski, mathématicien et philosophe polonais (° 30 mars 1886).
- 1949 : Murao Nakamura, romancier et critique littéraire japonais (° 4 octobre 1886).
- 1961 : Gary Cooper, acteur américain (° 7 mai 1901).
- 1963 : 
  - Maurice Lacoin, ingénieur, industriel et homme d'affaires français (° 25 octobre 1877).
  - Alois Hudal, prélat autrichien (° 31 mai 1885).
- 1967 : Frank McGrath, acteur américain (° 2 février 1903).
- 1968 : Robert Burks, directeur de la photographie américain (° 4 juillet 1909).
- 1972 : Dan Blocker, acteur américain (° 10 décembre 1928).
- 1974 : Pierre Le Moign', résistant, compagnon de la Libération (° 7 avril 1913).
- 1975 : Marguerite Perey, chimiste française (° 19 octobre 1909).
- 1985 : Leatrice Joy, actrice américaine (° 7 novembre 1893).
- 1988 : Chet Baker, musicien américain (° 23 décembre 1929).
- 1994 : Duncan Hamilton, coureur automobile anglais (° 30 avril 1920).
- 1996 : Irène de Trébert, chanteuse, danseuse et actrice française (° 6 février 1921)).
- 1997 : Fernand Massart, homme politique belge (° 2 octobre 1918).
- 1998 :
  - Chantal Mauduit, alpiniste française (° 24 mars 1964).
  - Frank Ragano, avocat américain (° 25 janvier 1923).
- 1999 : Gene Sarazen, golfeur américain (° 27 février 1902).
- 2000 :
  - Paul Bartel, acteur américain (° 6 août 1938).
  - Olivier Greif, compositeur français (° 3 janvier 1950).
  - Jumbo Tsuruta, lutteur professionnel japonais (° 25 mars 1951).

### XXIesiècle
- 2001 :
  - Jason Miller, acteur américain (° 22 avril 1939).
  - R.K. Narayan (Rasipuram Krishnaswami Narayanaswami dit), écrivain indien (° 10 octobre 1906).
- 2005
  - Eddie Barclay (Édouard Ruault dit), producteur français de musique (° 26 janvier 1921).
  - George Dantzig, mathématicien américain (° 8 novembre 1914).
  - Adriano Zamboni, cycliste sur route italien (° 22 juin 1933).
- 2006 :
  - Jaroslav Pelikan, historien américain (° 17 décembre 1923).
  - Johnnie Wilder, Jr. (en), chanteur américain du groupe Heatwave (° 3 juillet 1949).
- 2007 :
  - Kate Webb, journaliste et correspondante de guerre (° 24 mars 1943).
  - Chen Xiaoxu, actrice chinoise (° 29 octobre 1965).
- 2008 :
  - Bernardin Gantin, prélat béninois (° 8 mai 1922).
  - John Phillip Law, acteur américain (° 7 septembre 1937).
  - Saad al-Abdallah al-Salim al-Sabah, émir du Koweït (° 1930).
- 2009 :
  - Achille Compagnoni, alpiniste italien (° 26 septembre 1914).
  - Rafael Escalona, compositeur colombien (° 27 mai 1927).
  - Norbert Eschmann, footballeur puis journaliste sportif suisse (° 19 septembre 1933).
- 2010 : Georges Calmettes, footballeur français (° 17 juillet 1942).
- 2011 :
  - Marie-Élisabeth de Bavière, issue de la noblesse allemande, princesse d'Orléans et Bragance (° 14 septembre 1914).
  - Derek Boogaard, hockeyeur sur glace canadien (° 23 juin 1982).
  - Bernard Greenhouse, violoncelliste américain (° 3 janvier 1916).
  - Wallace McCain, homme d’affaires et entrepreneur canadien, cofondateur de McCain Foods (° 9 avril 1930).
- 2012 :
  - Horia Damian, artiste peintre et sculpteur roumain (° 27 février 1922).
  - Donald Dunn, musicien américain du groupe Booker T. and the M.G.'s (° 24 novembre 1941).
  - Les Leston, pilote automobile britannique (° 16 décembre 1920).
  - Antoine Nguyên Van Thien, évêque vietnamien (° 13 mars 1906).
- 2013 :
  - André Bord, résistant et homme politique français (° 30 novembre 1922).
  - Joyce Brothers, psychologue et actrice américaine (° 20 octobre 1927).
  - André Denys, homme politique belge (° 6 janvier 1948).
  - Luciano Lutring, criminel italien (° 30 décembre 1937).
  - Hilde Van Sumere, sculpteur belge (° 15 octobre 1932).
  - Kenneth Waltz, politologue américain (° 8 juin 1924).
- 2014 :
  - Máximo Alcócer, footballeur bolivien (° 15 avril 1933).
  - David M. Armstrong, philosophe australien (° 8 juillet 1926).
  - Malik Bendjelloul, réalisateur, acteur et documentariste suédois (° 14 septembre 1977).
  - Gilles Cloutier, professeur, ingénieur et physicien canadien (° 27 juin 1928).
  - Lynne Cohen, photographe canadienne (° 3 juillet 1944).
  - Jean-Louis Hurst, militant anticolonialiste français (° 18 septembre 1935).
  - Camille Lepage, photographe et journaliste française (° 28 janvier 1988).
  - Anthony Villanueva, boxeur philippin (° 18 mars 1945).
- 2015 :
  - Rasmus Larsen, basketteur danois (° 25 novembre 1994).
  - Nina Otkalenko, athlète de demi-fond soviétique puis russe (° 23 mai 1928).
  - Gainan Saidschushin, cycliste sur route soviétique puis russe (° 30 juin 1937).
  - Arlette Thomas, comédienne et doubleuse vocale francophone (° 3 novembre 1927).
- 2016 :
  - Seiji Arikawa, homme politique japonais du Parti social-démocrate (° 17 décembre 1929).
  - Moustapha Badreddine, terroriste libanais (° 6 avril 1961).
  - John Imbrie, géologue et océanographe américain (° 4 juillet 1925).
  - Engelbert Kraus, footballeur allemand (° 30 juillet 1934).
  - Christophe Lambert, publicitaire, écrivain et conseiller en communication français (° 10 octobre 1964).
  - Alphonse Le Gall, footballeur français (° 6 octobre 1931).
  - Éloi Leclerc, prêtre et écrivain français (° 24 juin 1921).
  - Alain Leguen, homme politique breton et français, député et maire de Plouha, conseiller général ou départemental (° 18 mars 1926).
  - Pinuccio Sciola, sculpteur italien (° 15 mars 1942).
- 2017 :
  - Bernard Bosson, homme politique français (° 25 février 1948).
  - Manuel Pradal, réalisateur et scénariste français (° 22 mars 1964).
- 2018 : Margaret Ruth « Margot » Kidder, actrice canadienne (° 17 octobre 1948).
- 2019 : Doris Day, actrice et chanteuse américaine (° 3 avril 1922).
- 2022 :
  - Teresa Berganza, cantatrice espagnole mezza-soprana (° 16 mars 1933).
  - Khalifa ben Zayed Al Nahyane, émir d'Abou Dabi et président des Émirats arabes unis de 2004 à sa mort (° 25 janvier 1948).
- 2023 :
  - Tayeb Belaïz, juge et homme politique algérien (° 21 août 1948).
  - Giotto Bizzarrini, ingénieur en automobile italien (° 6 juin 1926).
  - Peter Brooke, homme politique britannique (° 3 mars 1934).
  - Boukary Kaboré, militaire et homme politique burkinabè (° 22 mai 1950).
  - Serge-Didier Kimoni, footballeur belge (° 8 mars 1965).
  - Aleksandr Khramouchin, violoncelliste soviétique puis biélorusse (° ? 1979).
  - Sibylle Lewitscharoff, romancière allemande (° 16 avril 1954).
  - Weldon Olson, hockeyeur sur glace américain (° 12 novembre 1932).
  - Denis Rouvier, footballeur français (° 19 septembre 1946).
  - Keiko Tanaka-Ikeda, gymnaste artistique japonaise (° 11 novembre 1933).
- 2024 :
  - Christian Escoudé, guitariste et compositeur de jazz français (° 23 septembre 1947).
  - Arthur Irving, homme d'affaires et philanthrope canadien (° 14 juillet 1930).
  - Lucien Mias, joueur de rugby à XV français (° 28 septembre 1930).
  - Alice Munro, écrivaine canadienne (° 10 juillet 1930).
  - Birubala Rabha, militante des droits de l'homme indienne (° 1954).
  - Philippe Roqueplo, polytechnicien et ancien dominicain français (° 14 mai 1926).
  - Luis María Serra, musicien et compositeur argentin (° 24 août 1931).
- 2025 :
  - Kit Bond, juriste et homme politique américain (° 6 mars 1939).
  - Divaldo Franco, médium spirite, philanthrope, auteur et conférencier brésilien (° 5 mai 1927).
  - Richard Garwin, physicien américain (° 19 avril 1928).
  - José Mujica, homme d'État uruguayen (° 20 mai 1935).
  - Ramón de Pablo Marañón, footballeur espagnol (° 21 avril 1938).
  - Szvetiszláv Sasics, pentathlonien hongrois (° 19 janvier 1948).

## Célébrations

### Nationale
- Îles Fidji (Océanie Pacifique) : Rotuma Day (en) de commémoration de la cession de l'île de Rotuma au Royaume-Uni en 1881[8].
- Pas de journée internationale officielle répertoriée pour cette date.Les trois petits bergers voyants de Fátima : Lúcia, Francisco et Jacinta

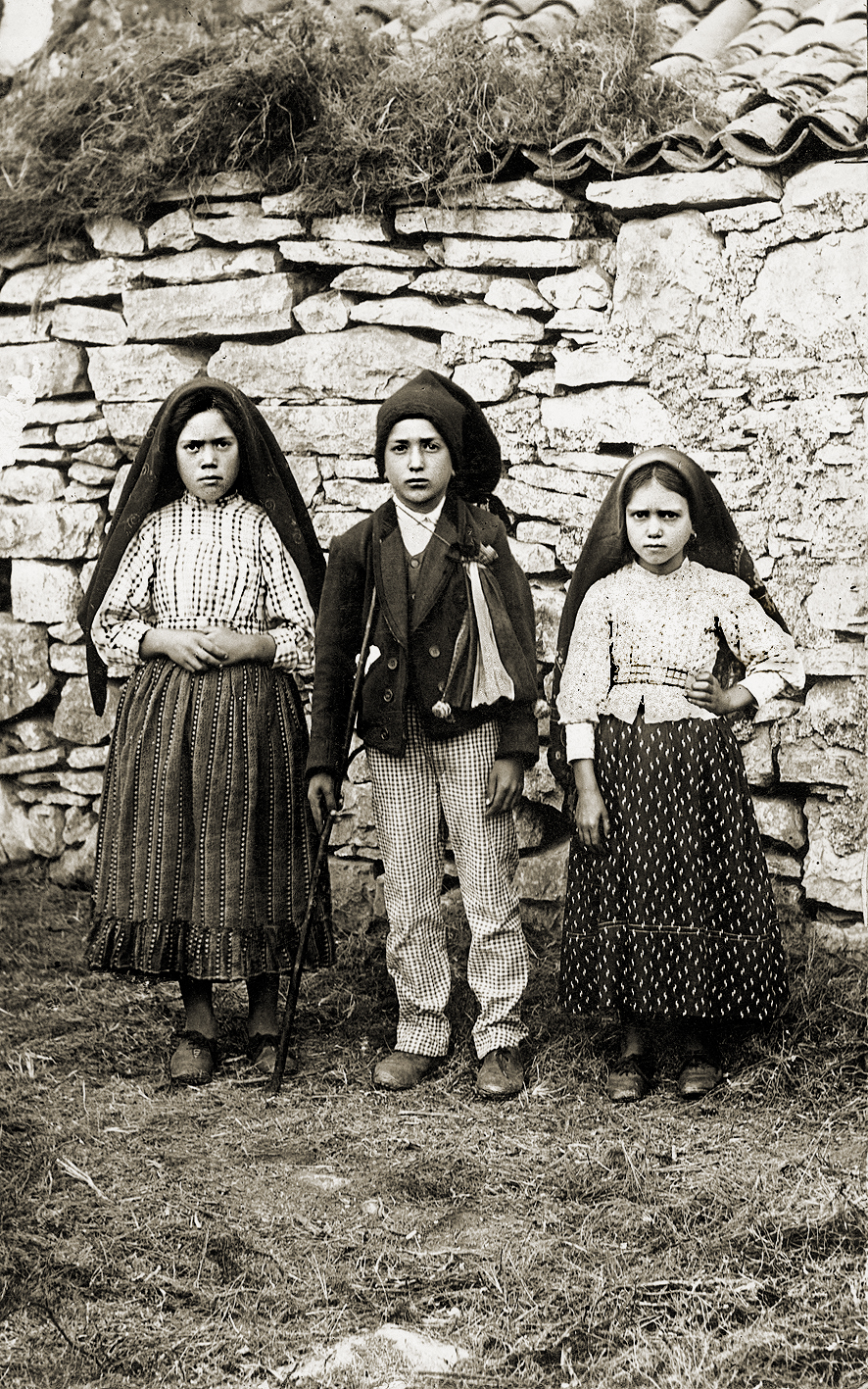
Les trois petits bergers voyants de Fátima : Lúcia, Francisco et Jacinta

### Religieuses
- Fêtes religieuses romaines antiques : dernier et principal jour des Lemuria ou Lemuralia du calendrier julien, avec cérémonie d'exorcisme des spectres appelés lémures.
- Christianisme : 
  - pèlerinage catholique à Notre-Dame de Fátima au Portugal, commémorant la 1re apparition de la Vierge Marie le 13 mai 1917 (aux petits enfants photographiés ci-contre).
  - voir tradition ci-après.

### Saints des Églises chrétiennes

#### Saints des Églises catholiques et orthodoxes
Référencés ci-après in fine, :
- Agnès de Poitiers († 588), 1re abbesse de l'abbaye Sainte-Croix de Poitiers.
- Argentea de Cordoue, vierge et Vulfran de Cordoue († 931), martyrisés par les sarrasins.
- Dominique de Côme († VIe siècle), sœur de saint Agrippin, évêque de Côme.
- Flavien de Chalon († 595), 9e évêque de Chalon.
- Gabriel l'Ibère (XIe siècle), moine.
- Glycère († vers 177), sainte martyre - date en Orient - fêtée le 8 juillet en Occident.
- Jean d'Iviron et Euthyme († 1005), prince géorgien et son fils, fondateurs de monastère.
- Maël d'Ardagh (en) († Ve siècle), évêque irlandais, neveu de saint Patrick et fils de sainte Darerca.
- Marcellien d'Auxerre († 330), 2e évêque d'Auxerre.
- Natale de Milan († 741), évêque de Milan.
- Onésime († IVe siècle), 7e évêque de Soissons.
- Pausiaque († VIe siècle), évêque de Synnada.
- Rastragène († ?), vierge et martyre à Coincy.
- Rolende de Gerpinnes († 774), fille du roi Didier des Lombards, vierge à Villers-Poterie.
- Serge le Confesseur (IXe siècle), moine.
- Servais de Tongres († 384), 10e évêque de Tongres, Maastricht et Liège.

#### Saints et bienheureux des Églises catholiques
référencés ci-après :
- André-Hubert Fournet († 1834), prêtre français fondateur de la congrégation des Filles de la Croix ou sœurs de Saint-André.
- Gemma de Goriano († 1426), bienheureuse laïque italienne bergère puis recluse à Goriano Sicoli.
- Gérard Mecatti († 1234), bienheureux italien de l'Ordre de Saint-Jean de Jérusalem devenu ermite et membre du Tiers-Ordre franciscain.
- Madeleine Albrici (it) († 1465), bienheureuse religieuse italienne abbesse augustine à Côme.
- Martyrs de Casamari († 1799), bienheureux religieux cisterciens, martyrs, bienheureux[11].

#### Saint orthodoxe
- Macaire († 1678), alias Macaire de Kanev, archimandrite martyr (aux dates éventuellement "juliennes" / orientales)[10].

### Prénoms du jour
Bonne fête aux Rolande et ses variantes : Rolanda, Rollande, Rolende, Rowland, Orlanda (les Roland et autres variantes masculines ont leur fête les 15 septembre) ;
- aux Servais et son féminin Servaise[12], dernier des trois saints de glace traditionnels (voir 12 -aussi pour le Breton Saint Servan- et 11 mai).

Et aussi aux :
- Argentine et ses variantes : Argantael, Argantel (bretonnes), Argelia, Argentea, Argentia, Argentina, etc.[réf. nécessaire] ;
- aux Fatima et ses variantes : Fatimata, Fatma, Fatmata, Fatouma voire Fatoumata ;
- aux Maël (épicène) et ses variantes féminines : Maëla, Maëlla, Maela, Maella, Maéla.

## Traditions et superstitions
Date possible du 4e voire 3e jour des Quatre-Temps d'été, lorsque semaine de la Pentecôte.

### Dictons
Dernier jour de la période dite des (trois) saints de glace (parfois "ascensionnels") en principe néfaste pour l'agriculture et le jardinage mais florissante ès dictons météorologiques empiriques tels que :
- « À la saint-Servais, se décide l'été. »
- « À la saint-Servais, sème ton chanvre, ou bien ne le sème jamais. »[13]
- « Après sainte-Rolande, l'été fait place grande. »[14]
- « Après saint-Servais, plus de gelée. »
- « Au printemps ramènent l’hiver, Pancrace, Servais et Mamert. »[15]
- « Avant saint-Servais, point d'été. »
- « Avant saint-Servais, point d'été ; après saint-Servais, plus de gelées. »[15]
- « Les trois saints au sang de navet, Pancrace, Mamert et Servais, sont bien nommés les saints de glace. »[15]
- « Les trois saints de glace, Saints Mamert, Servais et Pancrace, de leur passage en mai, laissent souvent des traces. »[réf. nécessaire]
- « [...] Mai, fais ce qu'il te plaît. », mais surtout après ces saints de glace, voire les saints-Médard et -Barnabé des [8 et 11 juin], outre avril (où ne te découvre pas d'un fil).
- « Passé saint -Servais, on peut semer. »
- « Quand il pleut à la saint-Servais, pour le blé, signe mauvais. »[réf. nécessaire]
- « Se méfier de Saints Mamert, Pancrace et Servais, car ils amènent un temps frais et vous auriez regret amer. »[15]

### Astrologie
Signe du zodiaque : 23e jour du signe astrologique du Taureau.

## Toponymie
Les noms de plusieurs voies, places, sites ou édifices de pays ou de régions francophones contiennent cette date sous différentes graphies en référence à des événements survenus à cette même date : voir Treize-Mai .